# Distretto di Tano
Il distretto di Tano (多野郡, Tano-gun?) è uno dei distretti della prefettura di Gunma, nella regione del Kantō, in Giappone.
Attualmente fanno parte del distretto i comuni di Kanna e Ueno.
| Controllo di autorità | VIAF (EN) 130179590 · LCCN (EN) n80019263 · J9U (EN, HE) 987007561943905171 · NDL (EN, JA) 00639997 |